# Professional Association of Diving Instructors
De Professional Association of Diving Instructors (PADI) is een van 's werelds grootste duiktrainingorganisaties en werd in 1966 door John Cronin en Ralph Erikson opgericht (NAUI Instructeur 35, die in 1960, een van de 53 NAUI instructeurs was (van 72 kandidaten) die in de Verenigde Staten bij de eerste NAUI Instructor Certification Course werd gecertificeerd). PADI verzekert bijna 1 miljoen certificeringen per jaar.

## Cursusbeschrijving
PADI-cursussen lopen op recreatief niveau (zoals Scuba Diver en Open Water Diver) tot Master Scuba Diver en verder op professioneel niveau van Divemaster tot en met Course Director.
Het systeem is samengesteld uit gestandaardiseerde "modules" verdeeld in theorie en praktijk. Theorie is hoofdzakelijk overgedragen door zelfstudie en toetsing van het kennisniveau van de student door middel van discussies met de duikinstructeur, terwijl praktijk wordt verkregen door middel van oefeningen in zwembaden en open water.
Na het behalen van elke cursus wordt er een brevet uitgegeven die wereldwijd algemeen geaccepteerd is als bewijs van bekwaamheid. PADI-cursussen zijn op prestatie gebaseerde programma’s. Op introductieniveau benadrukken ze de praktische veiligheidsonderwerpen en motorische basisvaardigheden. Zware theoretische concepten zoals natuurkunde en scheikunde van het duiken worden wel behandeld tijdens de introductieniveaus, maar deze concepten worden pas tijdens latere cursussen, zodra de duiker meer ervaring heeft en de focus niet meer ligt op zelfoverleving, diepgaander behandeld.

## Project AWARE
In 1995 stichtte PADI het Project AWARE om te helpen bij conservering van het onderwaterleefmilieu. AWARE is het acroniem voor Aquatic World Awareness, Responsibility & Education. De organisatie heeft campagnes geïnitieerd als "Protect the Sharks" en "Cleanup Day". De missie van Project Aware is het meer bewustmaken op het belang en onderwijzen het beschermen van de onderwaterwereld.
Project AWARE richt zich voornamelijk op het duikende publiek, niet op de laatste plaats omdat duikers een directe rol spelen bij het behoud van het onderwaterleven.

## Cursusprogramma's

PADI-cursusprogramma

Het populairste PADI-certificaat is dat van Open Water Diver. Hiermee kan gedoken worden tot 18 meter diepte. Na deze opleiding kan je doorgroeien tot  Advanced Open Water Diver (tot 40 meter) na het volgen van 5 Adventureduiken, hierbij zijn de onderdelen diepduiken en onderwaternavigatie verplicht en dienen nog drie vrij te kiezen opties, zoals PADI National Geographic Diver gekozen worden.
Met het certificaat PADI Divemaster kan iemand zelf duiken leiden. Via de vervolgopleidingen Assistant Instructor, Open Water Scuba Instructor, Specialty Instructor, Master Scuba Diver Trainer, IDC Staff Instructor, Master Instructor en PADI Course Director groeit hij desgewenst uit tot Padi Course Director, waarbij hij zelf onder anderen Open Water Scuba Instructors mag opleiden.